# UFC 215
UFC 215: Nunes vs Shevchenko 2 fue un evento de artes marciales mixtas organizado por Ultimate Fighting Championship que se llevó a cabo el 9 de septiembre de 2017 en el Rogers Place en Edmonton (Canadá).

## Historia

### Peleas canceladas
UFC: 215 tenía como evento principal a Johnson vs. Borg, en el cual Johnson, actual campeón de peso mosca, estaría buscando romper el récord de más defensas de título, que actualmente comparte con la leyenda Anderson Silva. Un día antes del evento, se canceló la pelea por problemas físicos que sufría Ray Borg.
Además del evento principal, el UFC: 215 contaría con una cartelera bastante completa, donde también se enfrentarían Júnior dos Santos vs. Francis Ngannou, pelea que también fue cancelada cuando Dos Santos dio positivo por dopaje.

## Premios extra
Cada peleador recibió un bono de $50,000.
- Pelea de la Noche: Jeremy Stephens vs. Gilbert Melendez
- Actuación de la Noche: Rafael dos Anjos y Henry Cejudo